# 뷰티풀 군바리
《뷰티풀 군바리》는 네이버 웹툰에서 2015년 2월 15일부터 2024년 7월 21일까지 매주 월요일에 연재되었던 대한민국의 웹툰이다. 2014년 네이버 수퍼루키 공모전 당선작품이다. 주인공은 정수아이며 "여자도 군대를 가면?"이라는 줄거리를 가지고 웹툰을 만들었다.

## 개요
1990년대 여성징병제가 도입되어 여자도 남자와 마찬가지로 의무적으로 군대를 가야 한다는 설정을 기반으로 한 가상의 대한민국에서, 징병 대상자가 된 주인공 정수아의 군대 이야기를 다루는 웹툰이다. 작품 배경은 2006년 ~ 2008년으로 실제 대한민국 의무경찰로 군생활을 마친 작가의 경험을 바탕으로 그려졌다.

## 줄거리
여성도 군대를 간다는 세계관에서 주인공인 '정수아'가 군대를 가는 이야기이다.

## 등장 인물
- 정수아
- 현봄이
- 박소림
- 하애진
- 류다희
- 라시현
- 오정화
- 설유라
- 임향희
- 마리아
- 오덕희
- 박율
- 송미남
- 허정인
- 최아랑
- 문소중
- 주희린
- 민지선
- 육근옥
- 권정민
- 한소이
- 오로라
- 길채현
- 엄미선
- 공수진
- 임진희
- 송세희
- 황조은
- 김효현
- 유예리
- 김가을
- 고효원
- 김세이
- 우지영